# José dos Santos
José Rosa dos Santos (* 29. Juni 1945 in Beja) ist ein ehemaliger portugiesischer Fußballschiedsrichter.

## Sportlicher Werdegang
Dos Santos rückte 1982 in den Kreis der Schiedsrichter der Primeira Divisão auf, bereits zwei Jahre später wurde er auf die FIFA-Schiedsrichterliste aufgenommen. Am 20. Oktober 1985 leitete er im Rahmen der Ozeanien-Qualifikation für die Weltmeisterschaft 1986 sein erstes Länderspiel, als Australien und Israel sich 1:1-Unentschieden trennten. Drei Jahre später gehörte er zu den Unparteiischen bei der EM-Endrunde 1988, dabei kam er im Gruppenspiel zwischen Sowjetunion und England zum Einsatz, bei dem die UdSSR-Mannschaft mit einem 3:1-Erfolg den Gruppensieg sicherte. 1990 nominierte ihn die UEFA als Schiedsrichter für das Hinspiel im UEFA Super Cup, in einem italienischen Duell trennten sich Sampdoria Genua und die AC Mailand mit einem 1:1-Remis. Auch bei der EM-Endrunde 1992 gehörte er zu den Spielleitern und war erneut bei einer Englandniederlage Schiedsrichter, mit einer 1:2-Niederlage gegen Schweden schieden die Briten vorzeitig aus dem Turnier aus und die gastgebenden Skandinavier erreichten das Halbfinale. Anschließend beendete dos Santos seine Schiedsrichterlaufbahn. 
Im 0:0-Unentschieden endenden Viertelfinalspiel um den Europapokal der Landesmeister 1988/89 zwischen Werder Bremen und der AC Mailand unterlief dos Santos ein Fehler, als bei einer verunglückten Kopfballabwehr des Bremers Günter Hermann der Ball hinter der Torlinie war, er jedoch nicht auf Tor entschied. Inwiefern dies zu seiner Nicht-Nominierung für die WM-Endrunde 1990 geführt hat, ist unklar.
Hauptberuflich war dos Santos in der Versicherungsbranche sowie als Landwirt tätig.